# Escala menor armónica
La escala menor armónica es una escala musical utilizada en el contexto de la música tonal. Esta escala resulta de una alteración de la escala menor natural (o también modo eólico) en la cual el acorde dominante es de tipo séptima, logrando una cadencia perfecta V7→I.
A diferencia de la escala mayor natural, la escala menor natural posee un acorde dominante en el quinto grado de tipo menor séptima  que no resuelve con la misma perfección que uno de tipo séptima. En la escala menor el acorde de tipo séptima se encuentra en realidad en el grado bVII, pero tanto este grado (bVII7) como el acorde dominante (Vm7) resultan pobres a la hora de resolver la tensión musical.
Con el fin de generar artificialmente una escala menor con capacidad para resolver como una escala mayor –a costa de perder otras propiedades–, se altera la escala menor natural buscando la nota responsable para lograr este cambio:
| Escala natural menor | Grado I   | Grado II   | Grado III | Grado IV  | Grado V   | Grado VI  | Grado VII |
| -------------------- | --------- | ---------- | --------- | --------- | --------- | --------- | --------- |
| Nota                 | Tónica    | 2          | b3        | 4         | 5         | b6        | b7        |
| Acorde (nombre)      | Im7       | IIm7b5     | bIIImaj7  | IVm7      | Vm7       | bVImaj7   | bVII7     |
| Acorde (grados)      | T b3 5 b7 | 2 4 b6 T   | b3 5 b7 2 | 4 b6 T b3 | 5 b7 2 4  | b6 T b3 5 | b7 2 4 b6 |
| Acorde (fórmula)     | I b3 5 b7 | I b3 b5 b7 | I 3 5 7   | I b3 5 b7 | I b3 5 b7 | I 3 5 7   | I 3 5 b7  |

Observando la formación del acorde Vm7 (I b3 5 b7), se aprecia que el grado b3 es el único que se requiere alterar para lograr un acorde de séptima (I 3 5 b7). El grado b3 se corresponde con la nota b7 de la escala menor, de modo que aumentándola un semitono se obtiene el deseado grado 3, construyendo así la escala armónica menor:
| Escala menor armónica | Grado I  | Grado II   | Grado III  | Grado IV  | Grado V  | Grado VI  | Grado VII   |
| --------------------- | -------- | ---------- | ---------- | --------- | -------- | --------- | ----------- |
| Nota                  | Tónica   | 2          | b3         | 4         | 5        | b6        | 7           |
| Acorde (nombre)       | Im maj7  | IIm7b5     | bIIImaj7#5 | IVm7      | V7       | bVImaj7   | VIIdism7    |
| Acorde (grados)       | T b3 5 7 | 2 4 b6 T   | b3 5 7 2   | 4 b6 T b3 | 5 7 2 4  | b6 T b3 5 | 7 2 4 b6    |
| Acorde (fórmula)      | I b3 5 7 | I b3 b5 b7 | I 3 5# 7   | I b3 5 b7 | I 3 5 b7 | I 3 5 7   | I 3b 5b 7bb |

Los acordes que quedan alterados en la escala armónica son solo los impares, ya que los pares no dependen de la nota b7. La formación de estos nuevos acordes en realidad no resulta útil a la hora de componer música dadas sus fuertes disonancias, aunque se suelen utilizar como recurso para intercambios modales. De hecho, son comunes las composiciones en modo menor natural con un intercambio modal del quinto grado, sustituyendo el acorde Vm7 por el acorde V7 de la escala armónica, vigilando el empleo de la nota b7 o 7 durante los espacios solistas.
A modo de ejemplo, estas serían las notas correspondientes a estas escalas con La como tónica:
| Escala         | Grado I | Grado II | Grado III | Grado IV | Grado V | Grado VI | Grado VII |
| -------------- | ------- | -------- | --------- | -------- | ------- | -------- | --------- |
| Menor natural  | La      | Si       | Do        | Re       | Mi      | Fa       | Sol       |
| Menor armónica | La      | Si       | Do        | Re       | Mi      | Fa       | Sol#      |

El sonido de la escala armónica es claramente distintivo, con un marcado carácter barroco y árabe debido principalmente a que el intervalo entre Fa y Sol, de segunda mayor, se convierte en un intervalo de segunda aumentada, acercando el grado VII a la tónica.
También es un dato importante de mencionar es que las escalas de este tipo mantienen las alteraciones en la bajada.